# Gherardo Mechini
Gherardo Mechini, né avant 1550 à Florence et mort en 1621 dans la même ville, est un architecte italien.

## Biographie
- (it) Gigi Salvagnini, Gherardo Mechini, architetto di Sua Altezza: architettura e territorio in Toscana, 1580-1620, Salimbeni, 1983, 196 p..